# Seiferts
Seiferts ist ein Ortsteil der Gemeinde Ehrenberg (Rhön) im osthessischen Landkreis Fulda.

## Geographische Lage
Seiferts liegt im Ulstertal in der hessischen Rhön an der Mündung des Birxgraben in die Ulster. Das Dorf erstreckt sich in Nord-Süd-Richtung entlang des Tals, das von bis zu 800 Meter hohen Bergen umgeben wird. Bei Seiferts liegt das Dreiländereck Hessen-Thüringen-Bayern.
Seiferts grenzt im Norden an Thaiden, im Westen an Wickers und Reulbach, im Süden an Melperts und im Osten an das thüringische Birx sowie das bayerische Rüdenschwinden.

## Geschichte
Seiferts wurde im Jahr 1057 erstmals erwähnt.
Im Zuge der Gebietsreform in Hessen fusionierten am 31. Dezember 1970 die bis dahin selbständigen Gemeinden Melperts, Seiferts und Wüstensachsen auf freiwilliger Basis zur neuen Gemeinde Ehrenberg. Sitz der Gemeindeverwaltung wurde Wüstensachsen. Für Seiferts wie für die anderen ehemals eigenständigen Gemeinden wurden Ortsbezirke mit Ortsbeirat und Ortsvorsteher nach der Hessischen Gemeindeordnung gebildet.
Einwohnerentwicklung
| Seiferts: Einwohnerzahlen von 1834 bis 2019 | Seiferts: Einwohnerzahlen von 1834 bis 2019 | Seiferts: Einwohnerzahlen von 1834 bis 2019 | Seiferts: Einwohnerzahlen von 1834 bis 2019 | Seiferts: Einwohnerzahlen von 1834 bis 2019 |
| --- | ------------------------------------------- | ------------------------------------------- | ------------------------------------------- | ------------------------------------------- |
| Jahr |                                             |                                             |                                             | Einwohner                                   |
| 1834 | 1834                                        |                                             | 542                                         | 542                                         |
| 1840 | 1840                                        |                                             | 502                                         | 502                                         |
| 1846 | 1846                                        |                                             | 506                                         | 506                                         |
| 1852 | 1852                                        |                                             | 512                                         | 512                                         |
| 1858 | 1858                                        |                                             | 500                                         | 500                                         |
| 1864 | 1864                                        |                                             | 511                                         | 511                                         |
| 1871 | 1871                                        |                                             | 444                                         | 444                                         |
| 1875 | 1875                                        |                                             | 420                                         | 420                                         |
| 1885 | 1885                                        |                                             | 374                                         | 374                                         |
| 1895 | 1895                                        |                                             | 369                                         | 369                                         |
| 1905 | 1905                                        |                                             | 384                                         | 384                                         |
| 1910 | 1910                                        |                                             | 385                                         | 385                                         |
| 1925 | 1925                                        |                                             | 362                                         | 362                                         |
| 1939 | 1939                                        |                                             | 504                                         | 504                                         |
| 1946 | 1946                                        |                                             | 653                                         | 653                                         |
| 1950 | 1950                                        |                                             | 634                                         | 634                                         |
| 1956 | 1956                                        |                                             | 646                                         | 646                                         |
| 1961 | 1961                                        |                                             | 663                                         | 663                                         |
| 1967 | 1967                                        |                                             | 683                                         | 683                                         |
| 1970 | 1970                                        |                                             | 712                                         | 712                                         |
| 1980 | 1980                                        |                                             | ?                                           | ?                                           |
| 1992 | 1992                                        |                                             | 609                                         | 609                                         |
| 1995 | 1995                                        |                                             | 638                                         | 638                                         |
| 2000 | 2000                                        |                                             | 615                                         | 615                                         |
| 2005 | 2005                                        |                                             | 602                                         | 602                                         |
| 2010 | 2010                                        |                                             | 575                                         | 575                                         |
| 2015 | 2015                                        |                                             | 614                                         | 614                                         |
| 2019 | 2019                                        |                                             | 591                                         | 591                                         |
| Datenquelle: Historisches Gemeindeverzeichnis für Hessen: Die Bevölkerung der Gemeinden 1834 bis 1967. Wiesbaden: Hessisches Statistisches Landesamt, 1968. Weitere Quellen: bis 1970:; ab 1962 |                                             |                                             |                                             |                                             |

## Kultur und Sehenswürdigkeiten
Aus dem kleinen Dorf Seiferts stammt der sogenannte Apfel-Sherry; ein preisgekrönter Wein, der aus Äpfeln gekeltert und nach dem Sherry-Verfahren veredelt wird.

## Wirtschaft und Infrastruktur
Verkehr
Durch Seiferts verläuft die Bundesstraße 278 in Nord-Süd-Richtung. In Richtung Osten bietet die Landesstraße 163 eine Anbindung an Thüringen und Bayern.
Die ehemals durch Seiferts verlaufende Bahnstrecke Götzenhof–Wüstensachsen wurde 1970 stillgelegt.